# Gremio de la Vinatería
El Gremio de la Vinatería fue una organización gremial que existió en Jerez de la Frontera desde el año 1733 al año 1834 formada por grandes cosecheros viticultores de la zona del actual Marco de Jerez que promovieron las ordenanzas de cosechería las cuales regularon el mercado comarcal del vino de la época de manera proteccionista.

## Historia
Tras la reconquista de la ciudad de Jerez de la Frontera y sus alrededores en el año 1264 por parte de Alfonso X, rey de la Corona de Castilla, se empezaron a recuperar los viñedos de la comarca perdidos en época musulmana y se retomó de nuevo el negocio de elaboración y comercialización de los vinos de Jerez. Pronto se recuperaron sus ventas en los mercados locales y se reactivó la exportación principalmente a Inglaterra donde estos vinos eran apreciados y conocidos con el nombre árabe de la ciudad “Sherish”. La creciente demanda de vinos de Jerez en los siglos XIV y XV por parte de comerciantes ingleses, franceses y flamencos obligó al Cabildo de la ciudad a promulgar en 1488 las ordenanzas del Gremio de la Pasa y la Vendimia, constituyendo la primera regulación del sector. Posteriormente, dado el incremento de las ventas del vino de Jerez y su creciente prestigio en otros países, muchos comerciantes ingleses, franceses, irlandeses y holandeses llegan a Jerez durante los siglos XVII y XVIII para hacer negocio directamente con los exportadores locales y al mismo tiempo constituir sus propias empresas exportadoras en la ciudad. Sin embargo, los nuevos comerciantes extranjeros centran sus negocios en el almacenado, envejecimiento y preparación de los vinos para sus fines de exportación, mientras que los comerciantes locales, propietarios de la mayoría de los viñedos, se mantienen exclusivamente como cosecheros, o bien, como cosecheros y extractores.

A partir del siglo XVIII las exportaciones habían aumentado considerablemente y los cosecheros y los comerciantes de vinos tenían diferentes intereses al respecto.  Los comerciantes de vino querían ampliar sus beneficios y para ello ejercían cada vez más presión sobre los cosecheros por lo que éstos decidieron organizarse para defenderse formando el Gremio de la Vinatería en Jerez, al que siguieron los gremios de El Puerto de Santa María en 1735 y Sanlúcar de Barrameda en 1745. Por ello, a través de este gremio, se promulgaron y establecieron las ordenanzas de cosechería que definían las normas a aplicar a los cosecheros y extractores (exportadores) para elaborar y comercializar los vinos de Jerez, siendo esta la segunda gran regulación del marco. Estas normas eran muy proteccionistas con los cosecheros y comerciantes locales, mientras que eran más restrictivas y menos favorables para los intereses de los exportadores, principalmente formados por comerciantes extranjeros. 

## Regulación del mercado
Entre las medidas que imponía el Gremio de la Vinatería a través de las ordenanzas de cosechería se encontraban la fijación de precios mínimos de venta, bajo la aplicación de multas, el establecimiento de la estacionalidad de las transacciones comerciales, consistente en la exportación de los mostos en los meses de octubre y noviembre y de los vinos en claro de la cosecha entre los meses de marzo y abril. Además, prohibían el almacenado y envejecimiento de los vinos por parte de los comerciantes que no fuesen propietarios de viñedos, vedaban la entrada en las ciudades de privilegio de vinos de otras localidades y la combinación final entre sus propios vinos para prepararlos a los gustos de los consumidores británicos, quienes eran los más importantes. La consecuencia de este sistema era que la mayor parte de la fase industrial y de mayor valor añadido del negocio, como lo eran el envejecimiento y preparación de los vinos, se llevaba a cabo por parte de los comerciantes importadores británicos en sus bodegas del Reino Unido.

Estas diferencias generaron importantes conflictos y discrepancias entre ambas partes, incluso dentro del propio gremio sometido al control de una oligarquía reducida de cosecheros. No hay constancia que el gremio concediera licencias temporales para el almacenado de vinos a los nuevos comerciantes, y no parece que fuese el caso dadas las críticas que se siguieron haciendo durante dicho siglo. En cualquier caso, pese a la prohibición de las ordenanzas, un grupo de cosecheros y comerciantes tomaron la decisión de producir vinos envejecidos, construyendo para ello bodegas de envejecimiento y agravando aún más la situación. Al mismo tiempo, puesto que los exportadores de vinos debían poseer viñedos para poder comercializar sus vinos, esta circunstancia llevó a muchos de los nuevos comerciantes a adquirir viñedos a cosecheros locales. Por ejemplo, Patrick Murphy Woodlock quien fundó su negocio de exportación de vinos en Jerez en 1730 (actualmente Bodegas Fundador), compró en 1745 una parcela de 14,5 aranzadas en el pago de la Ramona, plantando además majuelo y posteriormente su amigo y heredero, Jean Haurie Nebout, extendió sus viñedos hasta 152 aranzadas. En el caso de Diego Cabeza de Aranda y Zarco, fundador de la casa CZ, fue distinto puesto que su familia ya poseía viñedos con anterioridad, dedicándose posteriormente al comercio de vinos. Estos fueron los inicios del cambio de estrategia para cambiar el actual sistema pasivo defendido por los integrantes del gremio donde se limitaban a la venta de mostos y vinos jóvenes, a uno más liberal fomentado por la nueva burguesía vinatera que pretendía adaptar sus vinos al gusto de los consumidores extranjeros, principalmente británicos, y para ello envejecían y preparaban finalmente sus vinos para tal fin. La presión ejercida por las ordenanzas proteccionistas del gremio afectó duramente al comercio del vino de Jerez durante la mitad del siglo XVIII debido a la falta de existencias y a los retrasos en la preparación de los vinos que se iban a exportar, frente a una mayor demanda de los tipos de vinos que promovía la nueva burguesía exportadora.

## Pleito con la burguesía
Este conflicto, que enfrentaba a la oligarquía de cosecheros con la nueva burguesía vinatera de Jerez, llegó a un punto máximo en la década de los años setenta del siglo XVIII a raíz de un pleito presentado contra el gremio por la burguesía del sector liderada por Jean Haurie Nebout, cuyo conflicto fue conocido posteriormente como el “pleito Haurie”. Los comerciantes habían lanzado el pleito contra el Gremio de la Vinatería y sus ordenanzas una vez que se dieron las consideraciones apropiadas desde un punto de vista comercial, económico y político y también por la mayor presión que venían ejerciendo los cosecheros. En aquella época el propio Jean Haurie fue diputado del común en varias ocasiones, al igual que otros comerciantes relacionados con la vitivinicultura, y al mismo tiempo las exportaciones, principalmente en el Reino Unido, se incrementaban considerablemente, mientras que el pensamiento político liberal o liberalismo se imponían poco a poco en el país.

Probablemente, fue la suma de todos estos hechos lo que impulsó a los comerciantes, entre los que destacan Jean Haurie, Antonio Cabeza y Juan de Menchaca, a solicitar al Consejo de Castilla en el año 1773 la supresión del Gremio de la Vinatería cuyas ordenanzas les impedían desarrollar sus negocios con libertad y en función a las necesidades que demandaban sus consumidores. Tras varios años de pleito y duros enfrentamientos entre ambas partes, se decretó la real orden de 26 de enero de 1778 mediante la cual se liberalizaban algunas prácticas demandas por los comerciantes, tales como la introducción de vino foráneo para colorear los vinos locales, la elaboración de combinaciones de vinos para ajustarlos al gusto del consumidor y un reconocimiento tácito al envejecimiento de los vinos, además de permitir el comercio tanto a comerciantes locales como a extranjeros. Aunque con esta orden no se eliminaba de derecho el gremio, sus liberadoras disposiciones, fruto de la política reformista ilustrada desarrollada en España en estos años, supuso de hecho la eliminación de algunas importantes normas de las ordenanzas de cosechería y una posterior pérdida de influencia y poder del Gremio de la Vinatería. Como consecuencia, se inició un proceso progresivo de liberalización del sector que impulsó la creación y el crecimiento de empresas que cubrían todas las partes del proceso productivo y comercial del vino de Jerez, desde la cosecha, pasando por la crianza, acabado y comercialización. Como resultado, algunos bodegueros instauraron la crianza de vinos por el actual sistema de soleras y criaderas, así como fomentaron la construcción de grandes bodegas para almacenar vinos y atender a la creciente demanda. Todo esto dio pie a la liberalización de los precios y a la aparición de casas exportadoras de explotación vertical, es decir, bodegas de crianza y expedición con viñedo propio.

Otra consecuencia de este cambio liberal, y que aún se puede observar en la arquitectura y urbanismo de la ciudad de Jerez y de otras ciudades del marco, fue la proliferación de enormes bodegas de crianza de vino desde finales del siglo XVIII, denominadas por el escritor hispanista Richard Ford “bodegas catedrales”, sustituyendo a las tradicionales bodegas moriscas de dimensiones reducidas y cubiertas a un agua. Muchas de estas grandes construcciones bodegueras se conservan actualmente, aunque también otras muchas desaparecieron a finales del siglo XX debido principalmente a la crisis del sector a partir de los años setenta, con la consiguiente consolidación de empresas y la pérdida de otras, así como por la creciente presión urbanística del país también a partir de dicho periodo. 

## Desaparición del gremio
Después de la pérdida de “facto” del pleito por parte del Gremio de la Vinatería, éste fue perdiendo influencia y relevancia sobrepasado por las nuevas propuestas liberadoras de la nueva burguesía bodeguera jerezana, reforzadas por la real orden de 1778. Al mismo tiempo, en España se sigue produciendo la expansión del pensamiento ilustrado y tras la Constitución de Cádiz de 1812, se aprueba un primer Decreto el 8 de junio de 1813 estableciendo la libertad de industria y comercio en el país, así como otros nuevos decretos en la misma dirección el 20 de enero de 1834 y el 6 de diciembre de 1836, lo que supuso el final de los gremios. En concreto, el Gremio de la Vinatería desaparece a raíz del establecimiento del segundo decreto en el año 1834.

## Conmemoración
El patrón del Gremio de la Vinatería era San Ginés de la Jara y los jerezanos celebraban una gran fiesta en su honor el 25 de agosto, coincidente con la vendimia en esta región. Las primeras referencias de estas fiestas datan del siglo XIII, tras la conquista de la ciudad por parte del rey Alfonso X en 1264 y, aunque no existen referencias directas, estas celebraciones constituyen el antecedente a las actuales Fiestas de la Vendimia de Jerez, establecidas oficialmente en el año 1948 y que se celebran anualmente durante el mes de septiembre. 